# Ново купатило у Јошаничкој Бањи
Ново купатило у Јошаничкој Бањи је подигнуто 1935. године и представља непокретно културно добро као споменик културе.
Ново купатило као приземна грађевина има симетричну основу, са централним делом и бочним крилима. Фасада је равна и издужена, коју карактерише дубок кровни венац, атика са великим полукружним отворима. Кров је раван над централним делом, док су изнад бочних крила формиране плитке куполе. Архитектура грађевине јасно одражава његову намену. Код обликовања фасада осећа се извесни утицај касне сецесије. 
Ново купатило поред архитектонских поседује и историјске и балнеолошке вредности. 